# Auximella spinosa
Espèce
Synonymes
- Notolathys spinosus Mello-Leitão, 1926

Auximella spinosa est une espèce d'araignées aranéomorphes de la famille des Macrobunidae.

## Distribution
Cette espèce est endémique de l'État de Rio de Janeiro au Brésil,. Elle se rencontre vers Petrópolis.

## Description
Le mâle holotype mesure 5 mm.

## Systématique et taxinomie
Cette espèce a été décrite sous le protonyme Notolathys spinosus par Mello-Leitão en 1926. Elle est placée dans le genre Auximella par Lehtinen en 1967

## Publication originale
- Mello-Leitão, 1926 : « Algumas aranhas do Brasil meridional. » Boletim do Museu Nacional do Rio de Janeiro, vol. 2, p. 1-18.